# Antamenes tridentatus
Antamenes tridentatus är en stekelart som beskrevs av Giordani Soika 1995. Antamenes tridentatus ingår i släktet Antamenes och familjen Eumenidae. Inga underarter finns listade i Catalogue of Life.